# Корсиканська Вікіпедія
Корсиканська Вікіпедія (корс. Wikipedia in lingua corsa або просто Corsipedia) — розділ Вікіпедії корсиканською мовою. Створена у 2003 році. Корсиканська Вікіпедія станом на 24 березня 2025 року містить 8416 статей, 24 752 зареєстрованих користувачів, 38 активних дописувачів, 2 адміністраторів
. Загальна кількість сторінок в корсиканській Вікіпедії — 17 735, редагувань — 395 920, мультимедійні файли відсутні
. Глибина (рівень розвитку мовного розділу) корсиканської Вікіпедії мала і становить 27.4 пунктів
.

## Історія
- Травень 2005 — створена 100-та стаття[3].
- Жовтень 2005 — створена 1 000-на стаття[3].
- Липень 2015 — створена 5 000-на стаття[4].